# Nazionale femminile di pallacanestro delle Filippine
La nazionale femminile di pallacanestro delle Filippine è la rappresentativa cestistica delle Filippine ed è posta sotto l'egida della Federazione cestistica delle Filippine.

## Piazzamenti

### Campionati asiatici
- 1965 - 4°
- 1968 - 6°
- 1976 - 6°
- 1978 - 8°
- 1982 - 8°

- 1984 - 4°
- 1994 - 10°
- 1995 - 9°
- 2004 - 8°
- 2005 - 11°

- 2009 - 10°
- 2013 - 10°
- 2015 - 7°
- 2017 - 7°
- 2019 - 7°
- 2021 - 7°
- 2023 - 6°

## Giochi asiatici
- 1998 - 6°